# Arquèids
Els arquèids (Archaeidae) són una família d'aranyes araneomorfes. Fou descrita per primera vegada per Carl Ludwig Koch i Berendt l'any 1854.
Arriben a sobrepassar els 5 mm de llargada. En anglès l'anomenen pelican spider ('aranya pelicà') per la seva forma anatòmica: allargades mandíbules i part del davant que li serveixen per capturar altres aranyes. El fet que algunes espècies ataquin altres aranyes fa que també se les anomeni «aranyes assassines».

## Sistemàtica
Segons el World Spider Catalog amb data de 5 de febrer de 2019, aquesta família té 5 gèneres i 90 espècies. Es troben a Sud-àfrica, Madagascar i Austràlia. Els 5 gèneres són:
- Afrarchaea Forster & Platnick, 1984 – Sud-àfrica, Madagascar
- Austrarchaea Forster & Platnick, 1984 – Austràlia
- Eriauchenius O. Pickard-Cambridge, 1881 – Madagascar, Sud-àfrica
- Madagascarchaea Wood & Scharff, 2018 – Madagascar
- Zephyrarchaea Rix & Harvey, 2012 – Austràlia

### Fòssils
Segons el World Spider Catalog versió 19.0 (2018), existeixen els següents gèneres fòssils:
- †Archaea C. L. Koch & Berendt, 1854
- †Baltarchaea Eskov, 1992
- †Burmesarchaea Wunderlich, 2008
- †Eoarchaea Forster & Platnick, 1984
- †Eomysmauchenius Wunderlich, 2008
- †Jurarchaea Eskov, 1987
- †Myrmecarchaea Wunderlich, 2004
- †Patarchaea Selden, Huang & Ren, 2008
- †Planarchaea Wunderlich, 2015
- †Saxonarchaea Wunderlich, 2004

### Superfamília
Els arquèids havien format part de la superfamília dels arqueoïdeus (Archaeoidea), juntament amb els pararquèids, mecismauquènids, microfolcommàtids i holarquèids.
Les aranyes, tradicionalment, foren classificades en famílies que van ser agrupades en superfamílies. Quan es van aplicar anàlisis més rigorosos, com la cladística, es va fer evident que la major part de les principals agrupacions utilitzades durant el segle XX no eren compatibles amb les noves dades. Actualment, els llistats d'aranyes, com ara el World Spider Catalog, ja ignoren la classificació per sobre del nivell familiar.